# Œil miniature
Un œil miniature ou œil de l'amoureuse est un portrait typique de l'époque georgienne en Angleterre et représentant uniquement un gros plan d'un œil d'une personne aimée.

## Caractéristiques
La petite taille de la peinture, ainsi que la discrétion découlant du fait que la personne n'est pas visible en entier, font de ces portraits un trésor dissimulé, à la manière de la conservation d'une mèche de cheveux par exemple.

## Histoire

### Légende

Œil miniature d'Ann Fryer, Richard Cosway

Les deux portraitistes de miniatures d'œil les plus célèbres sont Richard Cosway et George Engleheart. Une légende attribue le premier portrait à Cosway, peignant l'œil du prince de Galles (futur Georges IV) pour Maria Fitzherbert en 1785. En 1796, George Engleheart aurait pris modèle sur lui pour peindre l'œil de Mme Mitchell.
En réalité, ce déroulé est plus hasardeux que cela. D'une part le format du portrait rend très difficile l'attribution de la peinture à son auteur (petite taille et discrétion), ensuite les dates ne collent pas. Engleheart vendait des miniatures d'œil dès 1783, selon son livre de compte. Il en aurait réalisé 22 dans les décennies suivantes.
Quant à Richard Cosway, il a effectivement peint une miniature du visage de Maria Fitzherbert pour le prince en 1785, puis l'œil du prince en 1785, puis l'œil de Fitzherbert en 1786, puis la bouche du prince en 1795, et de nouveau l'œil du prince en 1795.

### Diffusion
Le portraitiste John Smart est lui souvent cité pour ses yeux miniatures.
La vogue des miniatures d'œil se développe un peu en Europe jusqu'en 1830, mais ne dépasse pas vraiment les frontières britanniques, françaises et suédoises. En Suède, le général Johan Frans Pollet fait peindre l'œil de sa fille Marianne Ehrenström par le portraitiste italien Giovanni Domenico Bossi.

### Brève renaissance

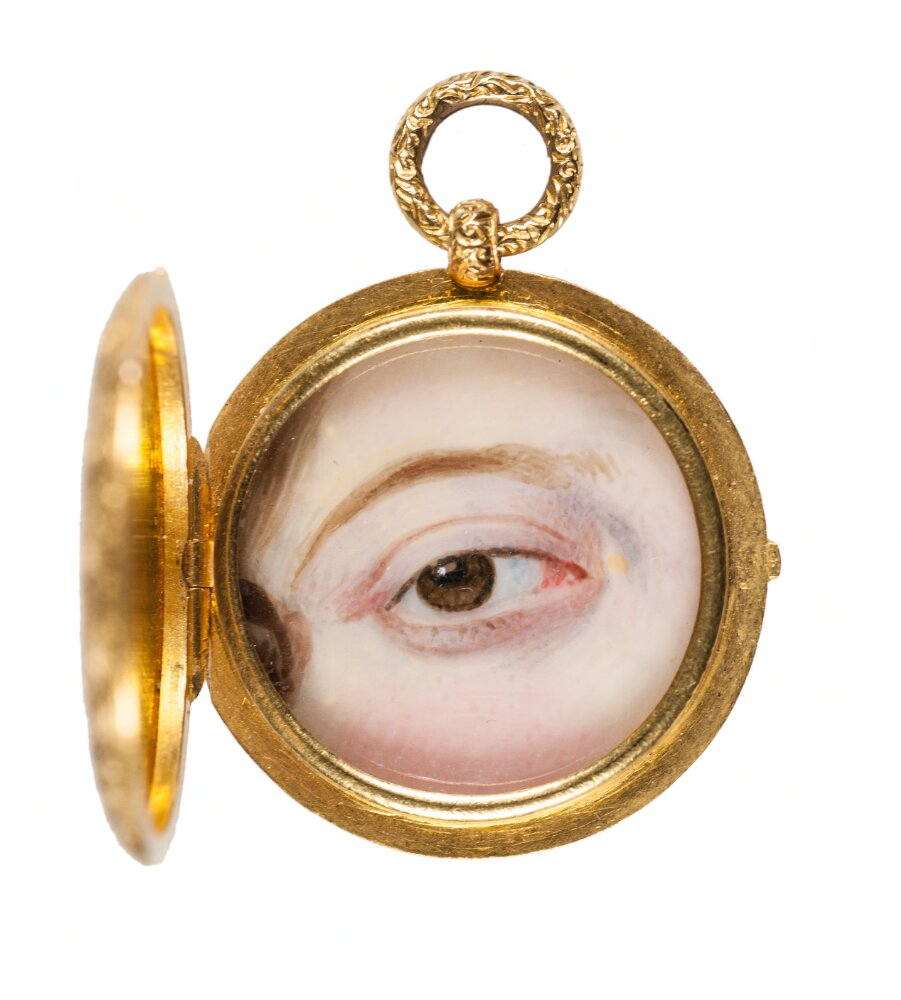
Œil miniature de la reine Victoria (1839) attribué à William Charles Ross.

En 1839, la reine Victoria fait peindre son œil pour son fiancé Albert de Saxe-Cobourg-Gotha, vraisemblablement par William Charles Ross. La mode des yeux miniatures reprend pendant quelques années dans son sillage, mais s'éteindra avec l'apparition des premières photographies.

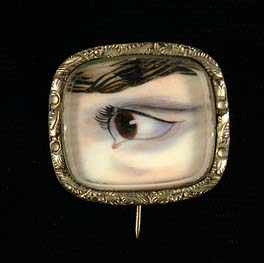
Œil miniature de Maria Fitzherbert par Richard Cosway.
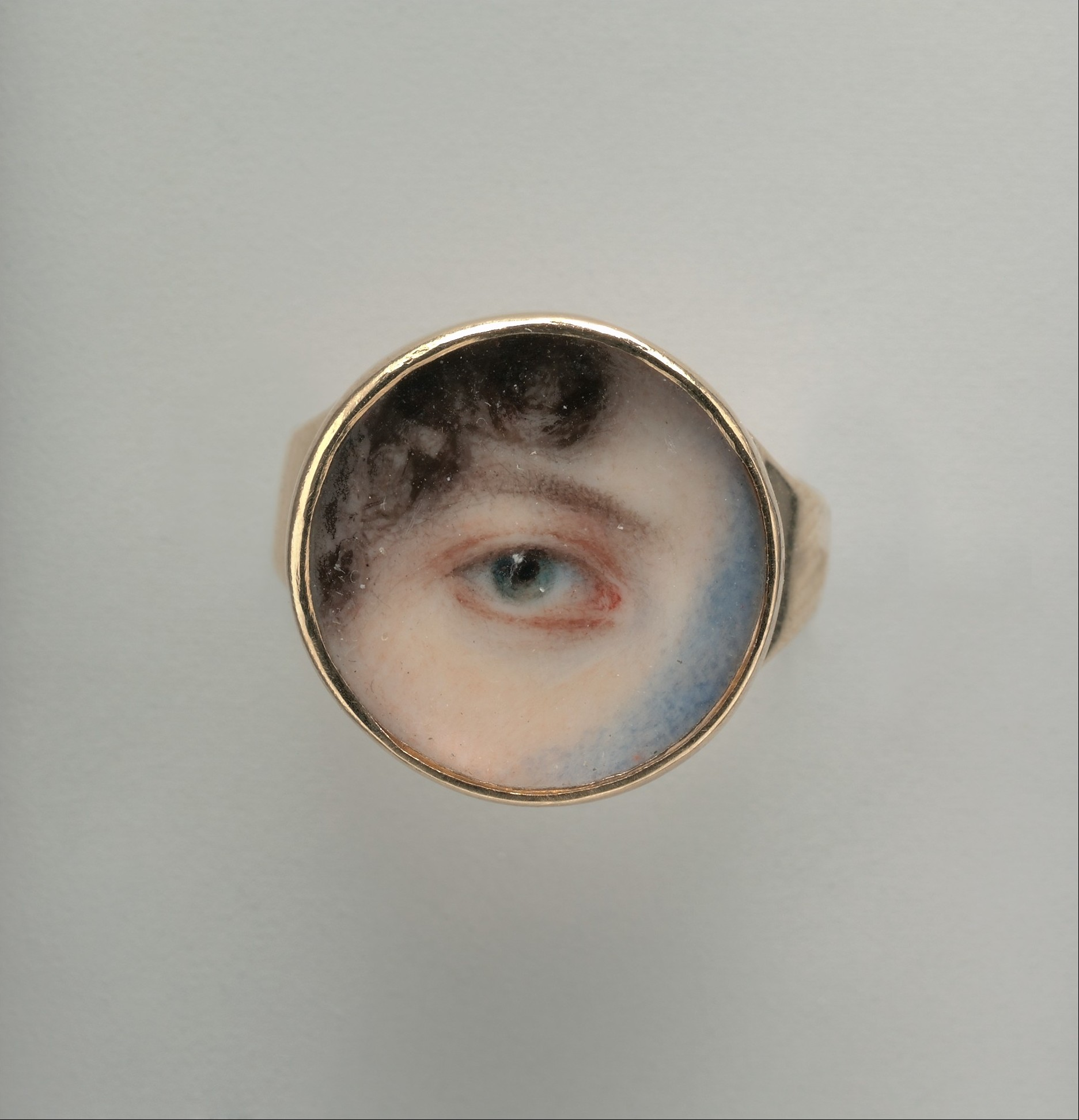
Œil de Maria Heymard par Edward Greene Malbone.